# Estellencs
Estellencs är en kommun i Spanien. Den ligger i den autonoma regionen Balearerna i östra delen av landet. Antalet invånare är 374 (2024). Arean är 13,44 kvadratkilometer. Estellencs ligger på ön Mallorca. Estellencs gränsar till Andratx, Calvià, Puigpunyent och Banyalbufar. 